# Gmina Kostomłoty
Die Gmina Kostomłoty [kɔstɔm'wɔtɨ] ist eine Landgemeinde im Powiat Średzki der der Woiwodschaft Niederschlesien in Polen. Ihr Verwaltungssitz ist das gleichnamige Dorf (Kostenblut).

## Geographie
Die Landgemeinde liegt etwa 25 Kilometer westlich von Breslau und 10 Kilometer südlich von Środa Śląska (Neumarkt). Die Gemeinde hat eine Flächenausdehnung von 146,25 km². 88 % des Gemeindegebiets werden landwirtschaftlich genutzt, 4 % sind mit Wald bedeckt.

## Geschichte
Von 1975 bis 1998 gehörte die Gmina Kostomłoty zur Woiwodschaft Breslau.

### Gemeindepartnerschaft
- Sierentz, Frankreich.

## Gliederung

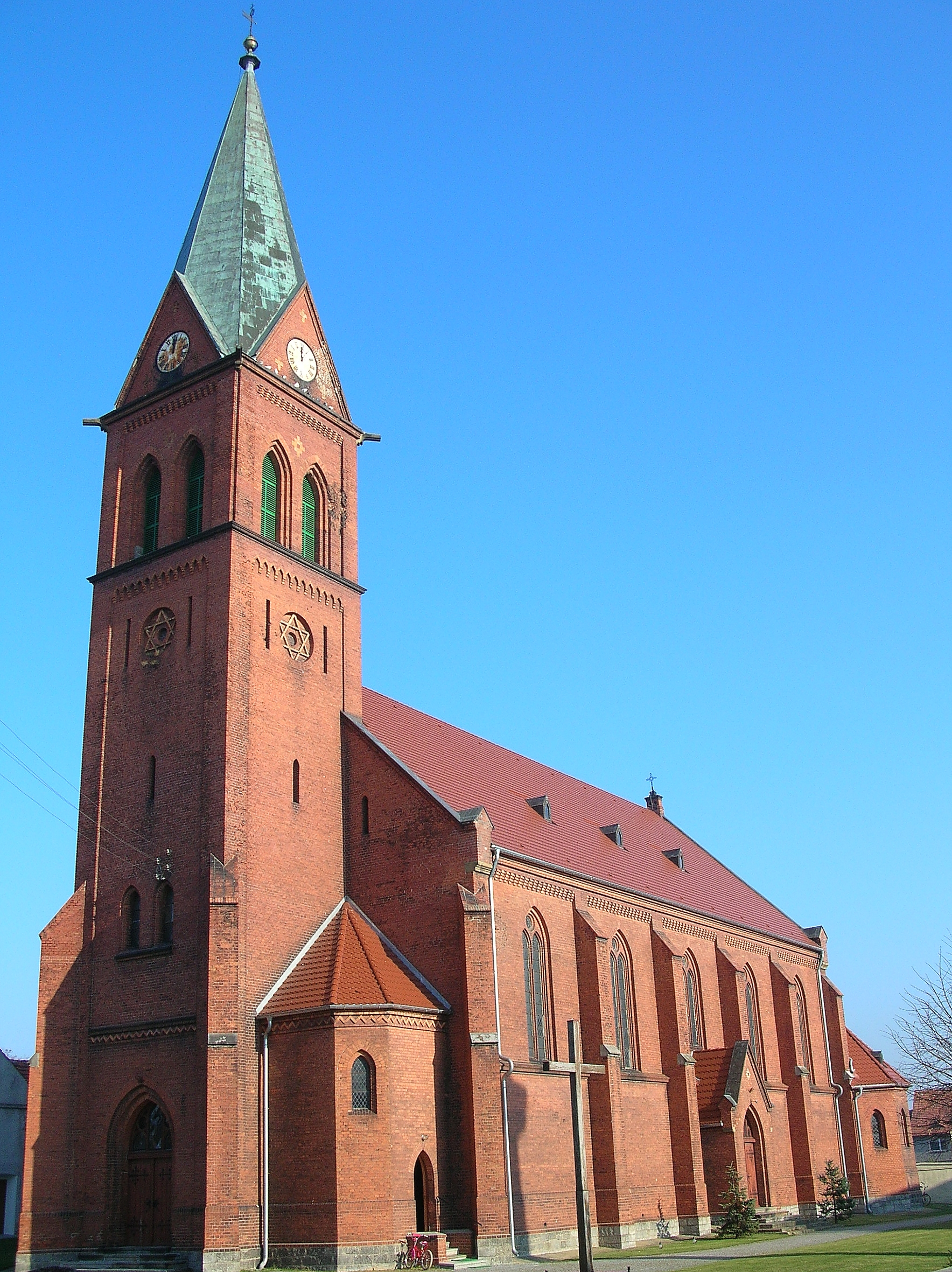
Kirche in Osiek

Die Landgemeinde Kostomłoty besteht aus folgenden Schulzenämtern (deutsche Namen bis 1945):
| - Bogdanów (Neuhof) - Budziszów (Baudis-Meesendorf) - Chmielów (Schmellwitz) - Czechy (Tschechen, 1939–1945 Erlenhain) - Godków (Guckelhausen) - Jakubkowice (Jakobsdorf) - Jarząbkowice (Schriegwitz) - Jenkowice (Jenkwitz) - Karczyce (Kertschütz) - Kostomłoty (Kostenblut) - Lisowice (Onerkwitz) - Mieczków (Metschkau) - Osiek (Ossig) - Paździorno (Pohlsdorf) - Piersno (Pirschen-Stusa, kurz Stusa) | - Piotrowice (Groß Peterwitz) - Pustynka (Wüstung) - Ramułtowice (Illnisch-Romolkwitz, 1939–1945 Ramfeld) - Samborz (Tschammendorf) - Samsonowice (Spillendorf) - Siemidrożyce (Schöbekirch) - Sikorzyce (Meesendorf) - Sobkowice (Zopkendorf) - Szymanowice (Schönbach) - Świdnica Polska (Polnisch Schweinitz, 1939–1945 Schweinitz b. Kanth) - Wichrów (Weicherau) - Wilków Średzki (Wilkau-Zopkendorf) - Wnorów (Karlsberg) - Zabłoto (Sablath, 1939–1945 Gräbendorf) |

## Verkehr
Über das Gemeindegebiet verlaufen die Autostrada A4 und die Droga krajowa 5.

## Persönlichkeiten
- Friedrich zu Limburg-Stirum (1835–1912), Staatssekretär im Auswärtigen Amt des Deutschen Kaiserreichs
- Julius Blaschke (1866–1922), Komponist und Musikschriftsteller, geboren in Kostenblut[5]
- Edwin Henckel von Donnersmarck (1865–1929), Montanunternehmer und Mitglied des Preußischen Abgeordnetenhauses (Zentrum), geboren in Romolkwitz
- Paula Ollendorff (1860–1938), Pädagogin und Kommunalpolitikerin in Breslau, geboren in Kostenblut
- Richard zu Limburg-Stirum (1874–1931), Rittergutbesitzer und Landrat
- Kurt Tackenberg (1899–1992), Prähistoriker, geboren in Tschammendorf.